# أندرو بروكس
أندرو إيرا بروكس (10 فبراير 1969 - 23 يناير 2021)، هو عالم مناعة أمريكي، وهو مبتكر اختبار كشف «كورونا - كوفيد- 19» عن طريق اللعاب، اختبار سريع للعاب معتمد من إدارة الأغذية والعقاقير (FDA) لتشخيص مرض فيروس كورونا 2019.

## وفاته
نقلت صحيفة «نيويورك تايمز»، خبر وفاة الطبيب الأمريكي أندرو بروكس، الذي ابتكر طريقة جديدة وفعالة في الكشف عن كوفيد- 19 من خلال اللعاب، عن عمر يناهز 51 عاما إثر تعرضه لنوبة قلبية في 23 من يناير/ كانون الثاني 2021، في ولاية مانهاتن الأمريكية.